# Anique Sylvestre
 (mai 2025).
Motif : Une seule source secondaire recevable à la publication de l'article : un bref article pour la sortie d'un livre sur le site d'une télévision régionale. Une autre source de la même TV régionale ajoutée par mes soins pour un autre ouvrage. Insuffisant.
- Archive Wikiwix
- Bing
- Cairn
- DuckDuckGo
- E. Universalis
- Gallica
- Google
- G. Books
- G. News
- G. Scholar
- Persée
- Qwant
- (zh) Baidu
- (ru) Yandex
- (wd) trouver des œuvres sur Wikidata

| 1. | Préciser le motif de la pose du bandeau. | Précisez le motif de la pose du bandeau en utilisant la syntaxe suivante : {{admissibilité à vérifier\|date=juin 2025\|motif=remplacez ce texte par le motif}}                        |
| 2. | Informer les utilisateurs concernés.     | Pensez à avertir le créateur de l'article, par exemple, en insérant le code ci-dessous sur sa page de discussion : {{subst:avertissement admissibilité à vérifier\|Anique Sylvestre}} |

Anique Sylvestre, née à Fort-de-France, autrice d’une dizaine d’ouvrages pour la jeunesse et de deux romans, est une écrivaine martiniquaise. Anique Sylvestre est bibliothécaire  et a remporté deux fois le prix Raphaël-Tardon pour deux contes, avant de publier deux romans, Eloya ou la vie et rien d'autre et Que dansent les femmes-châtaignes.

## Biographie
Anique Sylvestre est née à Fort-de-France en Martinique. Son père est journaliste ; sa mère, institutrice. Elle fait des études universitaires en URSS où elle obtient un diplôme en histoire. Elle enchaîne avec une maîtrise en histoire et géographie à l'université Sorbonne Paris-IV en France.
Après plusieurs années à la tête de la médiathèque du Lamentin, elle prend la direction de la bibliothèque Schœlcher en Martinique. Elle assure également la direction de l'Association des bibliothèques publiques de Martinique (ABPM).
En 2011, Anique Sylvestre se lance dans l’écriture romanesque avec Eloya ou La vie et rien d’autre, aux éditions Jasor.
Son deuxième roman Que dansent les femmes châtaignes est présenté à la bibliothèque Schoelcher à Fort-de France, à l’occasion d’une soirée littéraire.
En 2018, elle publie sa première biographie. En 2020, elle publie la biographie Camille Sylvestre : contre l'oubli dans laquelle elle décrit la vie de son père, militant communiste.
Ses écrits puisent dans la mythologie créole, avec des personnages traditionnels tels que le fromager, l’homme sans tête ou le cheval twapat.

### Œuvres principales
- Le Père noël au secours des enfants de Docie, album, éditions Desnel, 2005.
- Twapat, le cheval à trois pattes, album, éditions Jasor, 2007. (coup de cœur du prix Raphaël-Tardon de littérature de jeunesse).
- Lowitt, la grenouille qui danse, album, éditions Jasor, 2009. (prix R. Tardon de la littérature de jeunesse).
- Aimé Césaire, Anique Sylvestre, Huguette Bellemare et Patricia Donatien, Petit cheval hors du temps enfui, Éd. Jasor, 2013 (ISBN 979-10-90675-21-6).
- Lowitt: la grenouille qui danse, Éd. Jasor, 2009 (ISBN 978-2-912594-71-6).
- Que dansent les femmes-châtaignes, Éditions Jasor, 2015 (ISBN 979-10-90675-36-0).
- Noupé ou La liberté reconquise, Jasor jeunesse, 2022 (ISBN 978-2-38219-008-1).
- « Quatrième partie La liberté en éducation ou une question éthique 287 », dans De la liberté ou des questions éthiques en éducation aujourd’hui, Peter Lang (lire en ligne).
- L'éruption de Petit Coco, Exbrayat, 2016 (ISBN 978-2-35844-068-4).
- Hippo, le papa qui couve les oeufs, Exbrayat, 2017 (ISBN 978-2-35844-069-1).
- Eloya ou La vie et rien d'autre, Éd. Jasor, 2012 (ISBN 978-2-912594-96-9).
- Fifi et Maam, Exbrayat, 2016 (ISBN 978-2-35844-072-1).
- Chère Solange, Éditions Jets d'encre, 2018 (ISBN 978-2-35523-059-2).
- Camille Sylvestre: contre l'oubli, Éditions Jets d'encre, 2020 (ISBN 978-2-35523-272-5)[6].

### Distinction
- Prix Raphaël-Tardon de littérature de jeunesse[7].